# ヨーロッパ100名城
ヨーロッパ100名城（ヨーロッパ100めいじょう）は、財団法人日本城郭協会が2010年（平成22年）12月24日に発表したヨーロッパの名城の一覧。
選定された城がある国は35か国で、最多は11城のイタリアとフランス、次いで10城のイギリスとドイツとなっている。100城中54城が世界遺産の登録を受けている。

## 選定

### 選定基準
この選定におけるヨーロッパの範囲は「ウラル山脈・黒海・マルマラ海・エーゲ海以西」となっている。古代ギリシャやローマのように市街を城壁で囲って防御している城郭都市も「個別城郭と共にヨーロッパ城郭の重要な構成要素」という理由で今回の選定に含まれており、協会のリストでは城郭都市は城郭名の前に「城郭都市」と付記されている。
城を防御的構築物と定義し「日本100名城」と同様に以下の3つの基準で選定された。
- 優れた文化財・史跡
- 著名な歴史の舞台
- 時代・地域の代表

### 選定委員
- 新谷洋二
- 樺山紘一
- 小池寿子
- 野口昌夫
- 紅山雪夫

## 一覧
| No. | 城名                             | 国名・所在地       | 国名・所在地           | 備考     |
| --- | -------------------------------- | ------------------ | ---------------------- | -------- |
| 1   | ドゥーン・エンガス（英語）       | アイルランド       | アラン諸島             |          |
| 2   | ウィンザー城                     | イギリス           | ウィンザー             |          |
| 3   | ウォリック城                     | イギリス           | ウォリックシャー       |          |
| 4   | エディンバラ城                   | イギリス           | エディンバラ           | 世界遺産 |
| 5   | カーフィリー城                   | イギリス           | ケーフェリー           |          |
| 6   | カーナーヴォン城                 | イギリス           | カナーヴォン           | 世界遺産 |
| 7   | コーンウィー城                   | イギリス           | コンウィ               | 世界遺産 |
| 8   | ドーヴァー城                     | イギリス           | ドーバー               |          |
| 9   | ハーレック城                     | イギリス           | ハーレック             | 世界遺産 |
| 10  | ロンドン塔                       | イギリス           | ロンドン               | 世界遺産 |
| 11  | 城郭都市ヨーク                   | イギリス           | ヨーク                 |          |
| 12  | エステ城（英語）                 | イタリア           | フェラーラ             | 世界遺産 |
| 13  | カステル・デル・モンテ           | イタリア           | アンドリア             | 世界遺産 |
| 14  | カステル・ヌォヴォ（英語）       | イタリア           | ナポリ                 | 世界遺産 |
| 15  | カステルヴェッキオ（英語）       | イタリア           | ヴェローナ             | 世界遺産 |
| 16  | サンタンジェロ城                 | イタリア           | ローマ                 | 世界遺産 |
| 17  | スフォルツァ城（伊語）           | イタリア           | イモラ                 |          |
| 18  | スフォルツァ城                   | イタリア           | ミラノ                 |          |
| 19  | フランチェスコ城（英語）         | イタリア           | サン・レオ             |          |
| 20  | 城郭都市アッシジ                 | イタリア           | アッシジ               | 世界遺産 |
| 21  | 城郭都市ポルトヴェネレ           | イタリア           | ポルトヴェーネレ       | 世界遺産 |
| 22  | 城郭都市ポルトフェライオ（英語） | イタリア           | ポルトフェッラーイオ   |          |
| 23  | トームペア城                     | エストニア         | タリン                 | 世界遺産 |
| 24  | ハイデンライシュタイン城（英語） | オーストリア       |                        |          |
| 25  | フォルヒテンシュタイン城（英語） | オーストリア       |                        |          |
| 26  | ホーエンヴェルフェン城（英語）   | オーストリア       |                        |          |
| 27  | ホーエンザルツブルク城           | オーストリア       | ザルツブルク           | 世界遺産 |
| 28  | ホッホオスータービッツ城（英語） | オーストリア       |                        |          |
| 29  | 城郭都市マーストリヒト           | オランダ           | マーストリヒト         |          |
| 30  | ティリンスのアクロポリス         | ギリシア           | ティリンス             | 世界遺産 |
| 31  | パラミディ城（英語）             | ギリシア           | ナフプリオ             |          |
| 32  | ミケーネのアクロポリス           | ギリシア           | ミケーネ               | 世界遺産 |
| 33  | リンドスのアクロポリス           | ギリシア           | ロードス島             | 世界遺産 |
| 34  | 城郭都市ミストラ                 | ギリシア           | ラコニア県             | 世界遺産 |
| 35  | 城郭都市ロードス                 | ギリシア           | ロードス島             | 世界遺産 |
| 36  | 聖ヨハネ城郭修道院               | ギリシア           | パトモス島             | 世界遺産 |
| 37  | 城郭都市ドゥブロヴニク           | クロアチア         | ドゥブロヴニク         | 世界遺産 |
| 38  | ロッカペンネ（英語）             | サンマリノ         | サンマリノ市           | 世界遺産 |
| 39  | シヨン城                         | スイス             | ヴォー州               |          |
| 40  | ベンリッツォーナ3城              | スイス             | ベッリンツォーナ       | 世界遺産 |
| 41  | グリプスホルム城                 | スウェーデン       | マリエフレード         |          |
| 42  | アルハンブラ                     | スペイン           | グラナダ               | 世界遺産 |
| 43  | コカ城                           | スペイン           | セゴビア               |          |
| 44  | シグエンサ城（英語）             | スペイン           | シグエンサ             |          |
| 45  | セゴビアのアルカサル             | スペイン           | セゴビア               | 世界遺産 |
| 46  | ベルモンテ城（英語）             | スペイン           |                        |          |
| 47  | 城郭都市アビラ                   | スペイン           | アビラ県               | 世界遺産 |
| 48  | 城郭都市コルドバ                 | スペイン           | コルドバ               | 世界遺産 |
| 49  | 城郭都市トレド                   | スペイン           | トレド県               | 世界遺産 |
| 50  | スピシュスキー城                 | スロバキア         | プレショフ州           | 世界遺産 |
| 51  | リュブリャナ城（英語）           | スロベニア         | リュブリャナ           |          |
| 52  | カレメグダン城（英語）           | セルビア           | ベオグラード           |          |
| 53  | プラハ城                         | チェコ             | プラハ                 | 世界遺産 |
| 54  | 城郭都市チェスキー・クルムロフ   | チェコ             | チェスキー・クルムロフ | 世界遺産 |
| 55  | クロンボー城                     | デンマーク         | ヘルシンゲル           | 世界遺産 |
| 56  | フレデリクスボー城               | デンマーク         | ヒレロズ               |          |
| 57  | ヴァルトブルク城                 | ドイツ             | アイゼナハ             | 世界遺産 |
| 58  | コーブルク城（英語）             | ドイツ             | コーブルク             |          |
| 59  | ハイデルベルク城                 | ドイツ             | ハイデルベルク         |          |
| 60  | プファルツ城                     | ドイツ             | カウプ                 | 世界遺産 |
| 61  | エルツ城                         | ドイツ             | コブレンツ             |          |
| 62  | マルクスブルク城                 | ドイツ             | ブラウバッハ           | 世界遺産 |
| 63  | ライヒスブルク城（独語）         | ドイツ             | コッヘム               |          |
| 64  | リーメスとザールブルク城         | ドイツ             |                        | 世界遺産 |
| 65  | 城郭都市ニュールンベルク         | ドイツ             | ニュルンベルク         |          |
| 66  | 城郭都市ローテンブルク           | ドイツ             |                        |          |
| 67  | テオドシウスの城壁               | トルコ             | イスタンブール         | 世界遺産 |
| 68  | アーケシュフース城               | ノルウェー         | オスロ                 |          |
| 69  | ブダ城                           | ハンガリー         | ブダペスト             | 世界遺産 |
| 70  | スオメンリンナ                   | フィンランド       | ヘルシンキ             | 世界遺産 |
| 71  | アンジェ城                       | フランス           | アンジェ               | 世界遺産 |
| 72  | アンボワーズ城                   | フランス           | アンボワーズ           | 世界遺産 |
| 73  | ヴィトレ城（英語）               | フランス           | ヴィトレ               |          |
| 74  | ガイヤール城（英語）             | フランス           | ウール県レザンドリー   |          |
| 75  | シノン城                         | フランス           | シノン                 | 世界遺産 |
| 76  | タラスコン城                     | フランス           | タラスコン             |          |
| 77  | ディフ城                         | フランス           | マルセイユ             |          |
| 78  | フジェール城（英語）             | フランス           | イル=エ=ヴィレーヌ県   |          |
| 79  | モン・サン・ミシェル城郭修道院   | フランス           | マンシュ県             | 世界遺産 |
| 80  | 城郭都市エグ・モルト             | フランス           | ガール県               |          |
| 81  | 城郭都市カルカソンヌ             | フランス           | カルカソンヌ           | 世界遺産 |
| 82  | パパ・ヴィダ城（英語）           | ブルガリア         | ヴィディン             |          |
| 83  | ニャスヴィシュ城                 | ベラルーシ         | ニャスヴィシュ         | 世界遺産 |
| 84  | ディナン城（仏語）               | ベルギー           | ワロン地域             |          |
| 85  | フランドル伯城（英語）           | ベルギー           | ヘント                 |          |
| 86  | マルボルク城                     | ポーランド         | マルボルク             | 世界遺産 |
| 87  | サン・ジョルジェ城               | ポルトガル         | リスボン               |          |
| 88  | ドス・ムーロス城（英語）         | ポルトガル         | シントラ               | 世界遺産 |
| 89  | 城郭都市オビドス（英語）         | ポルトガル         | オビドス               |          |
| 90  | 城郭都市バレッタ                 | マルタ             | マルタ島               | 世界遺産 |
| 91  | 城郭都市リガ                     | ラトビア           | リガ                   | 世界遺産 |
| 92  | 城郭都市ヴィリニュス             | リトアニア         | ヴィリニュス           | 世界遺産 |
| 93  | ファドゥーツ城                   | リヒテンシュタイン | ファドゥーツ           |          |
| 94  | コルヴィニロル城（英語）         | ルーマニア         | フネドァラ             |          |
| 95  | ブラン城                         | ルーマニア         | ブラショヴ県           |          |
| 96  | ヴィアンデン城（英語）           | ルクセンブルク     | ヴィアンデン           |          |
| 97  | 城郭都市ルクセンブルク           | ルクセンブルク     | ルクセンブルク         | 世界遺産 |
| 98  | カザンのクレムリン               | ロシア             | カザン                 | 世界遺産 |
| 99  | ノヴゴロドのクレムリン           | ロシア             | ノヴゴロド州           | 世界遺産 |
| 100 | モスクワのクレムリン             | ロシア             | モスクワ               | 世界遺産 |

## 参考画像

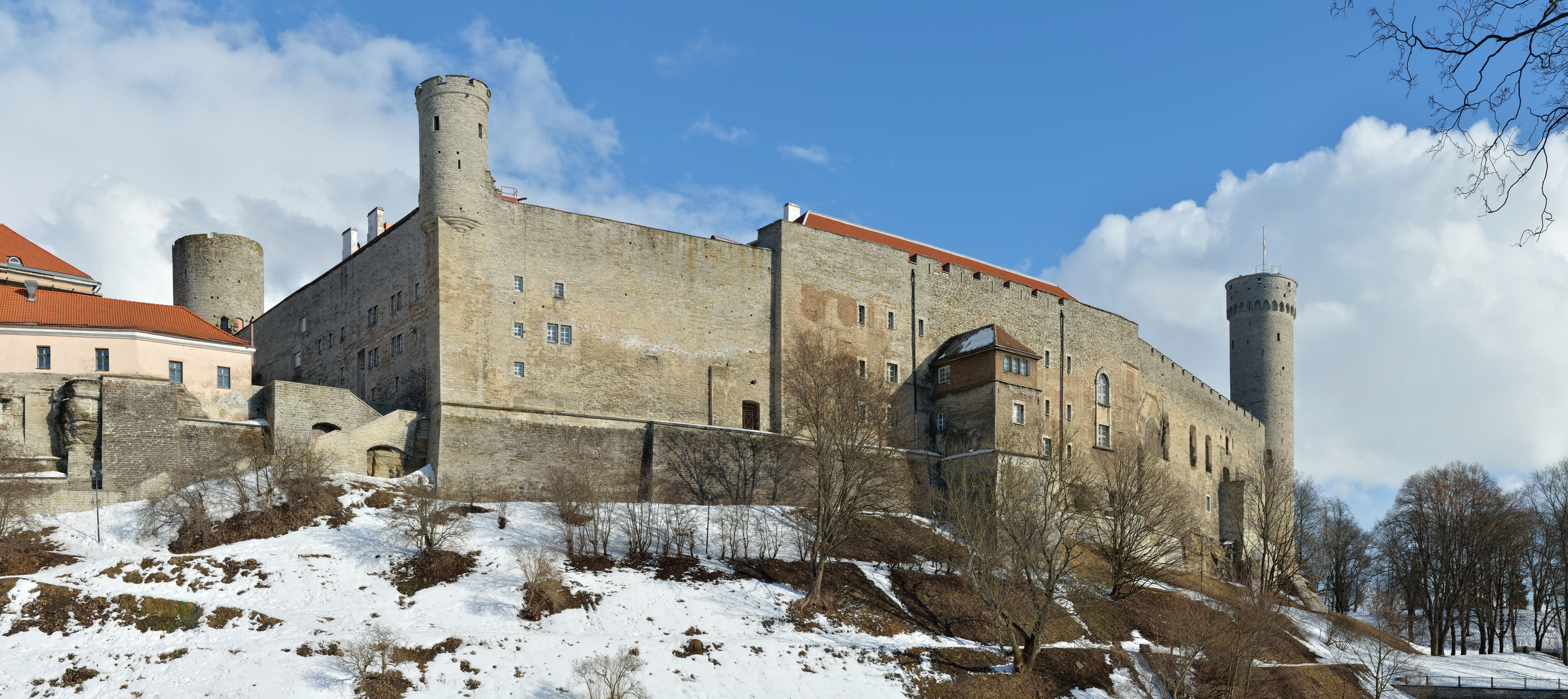
トームペア城
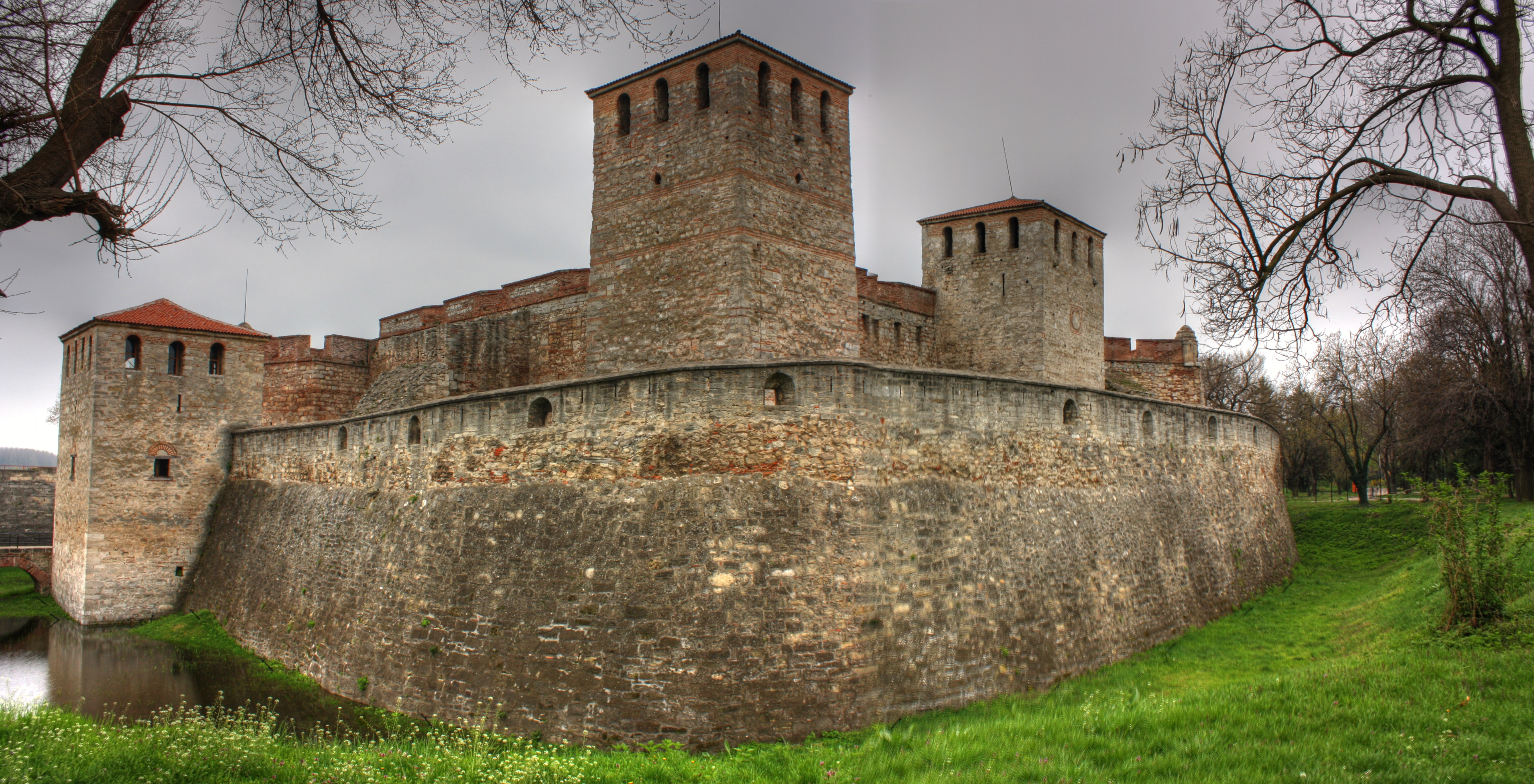
パパ・ヴィダ城
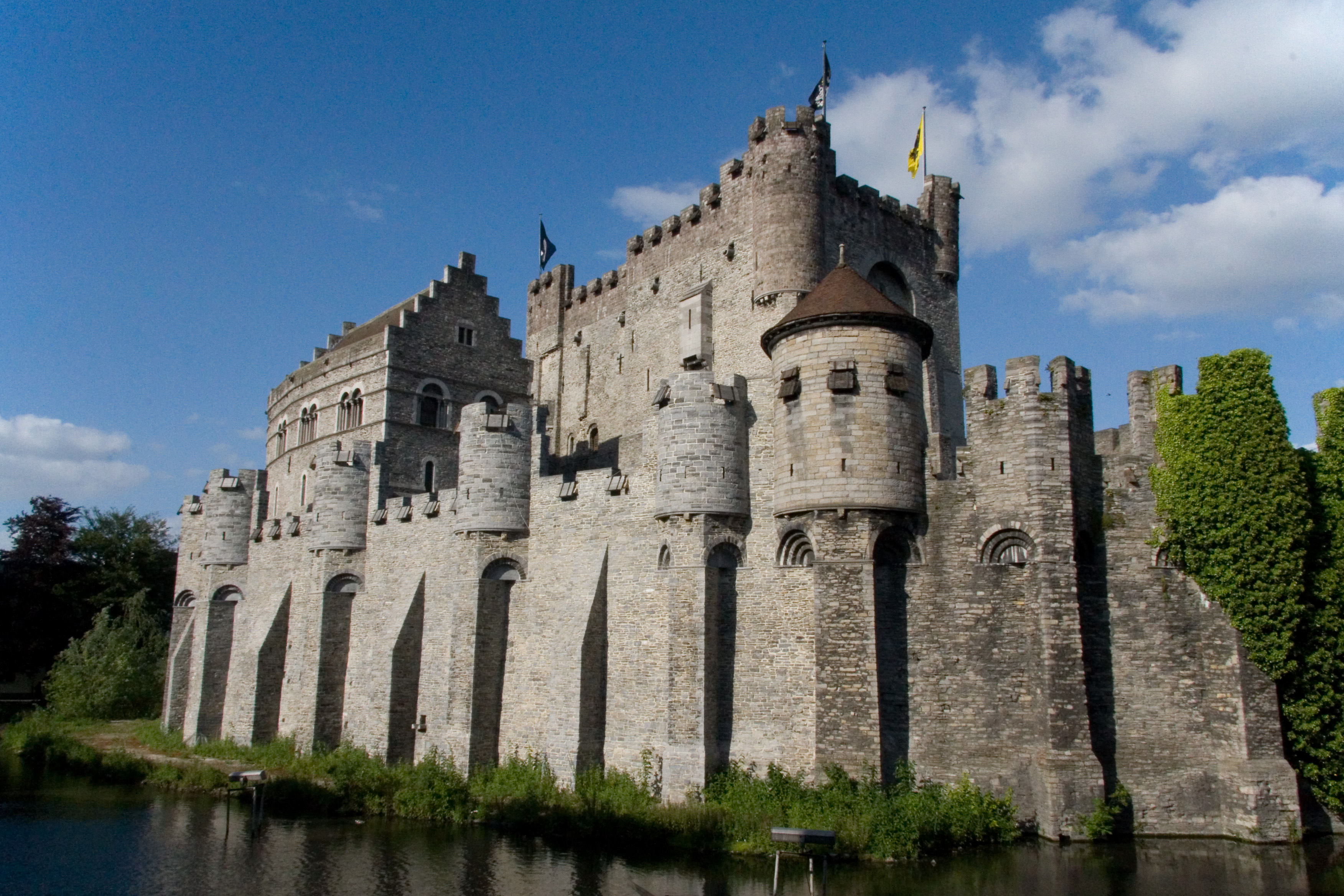
フランドル伯城
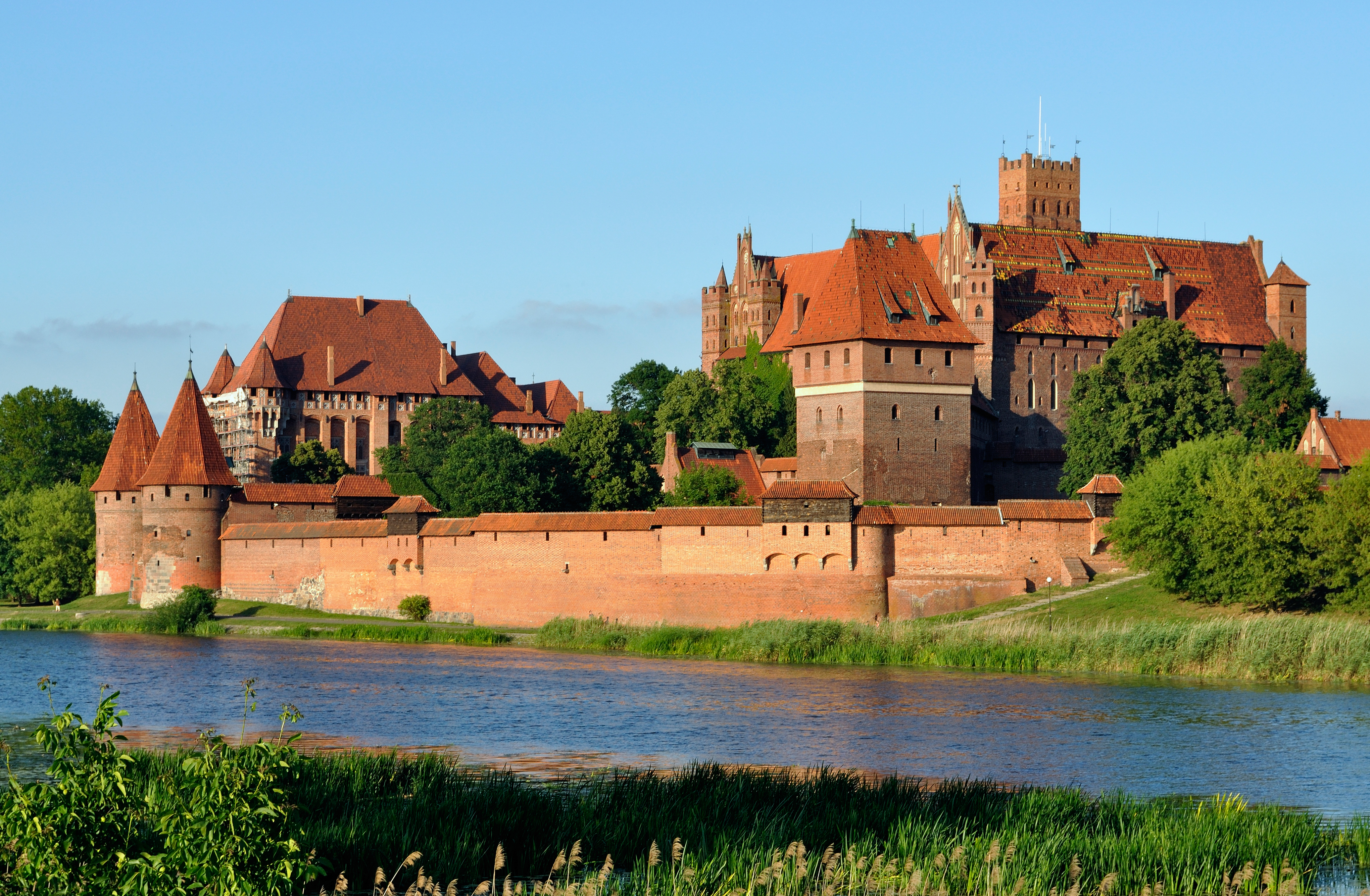
マルボルク城
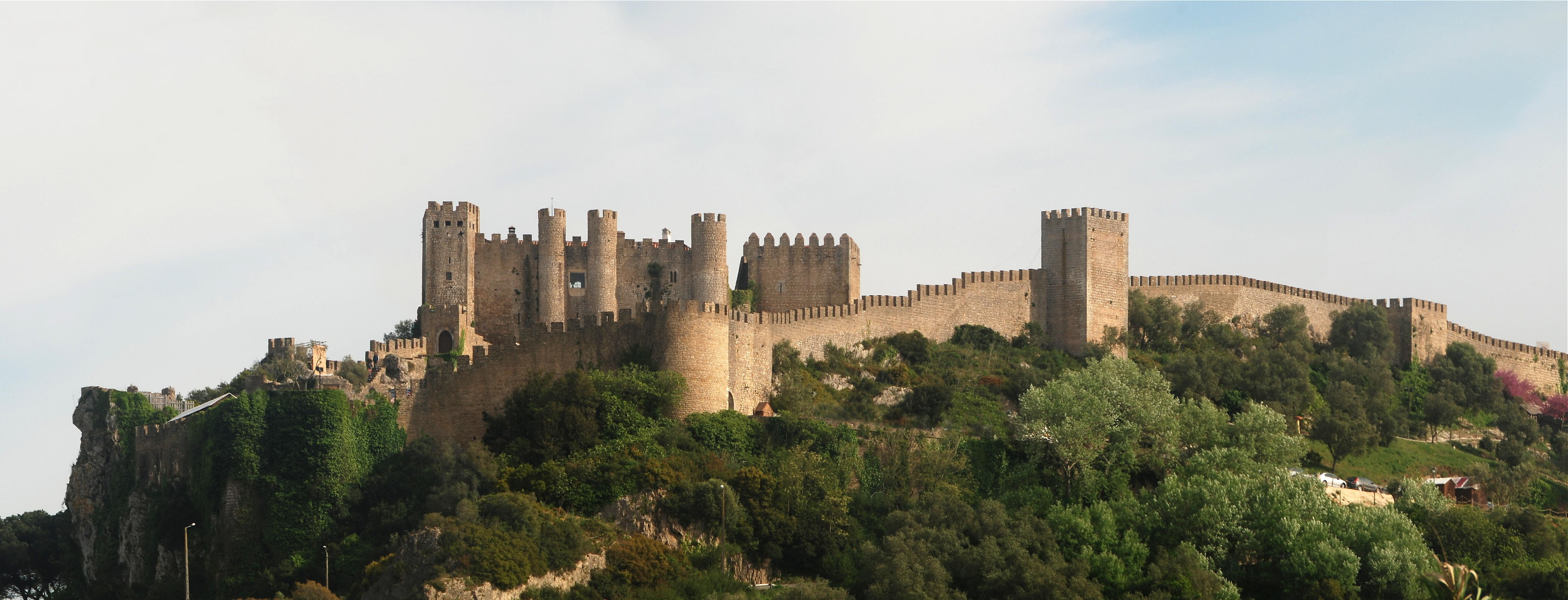
オビドス城
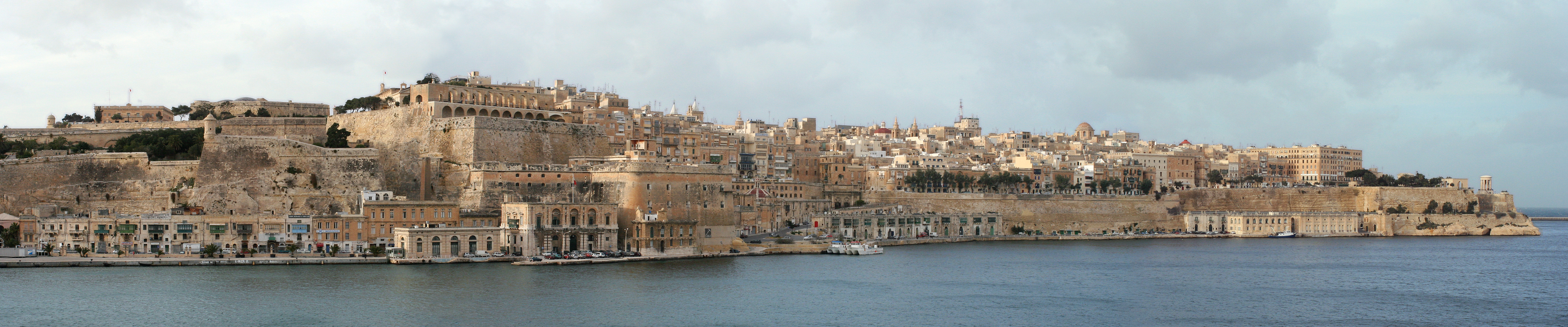
バレッタ城
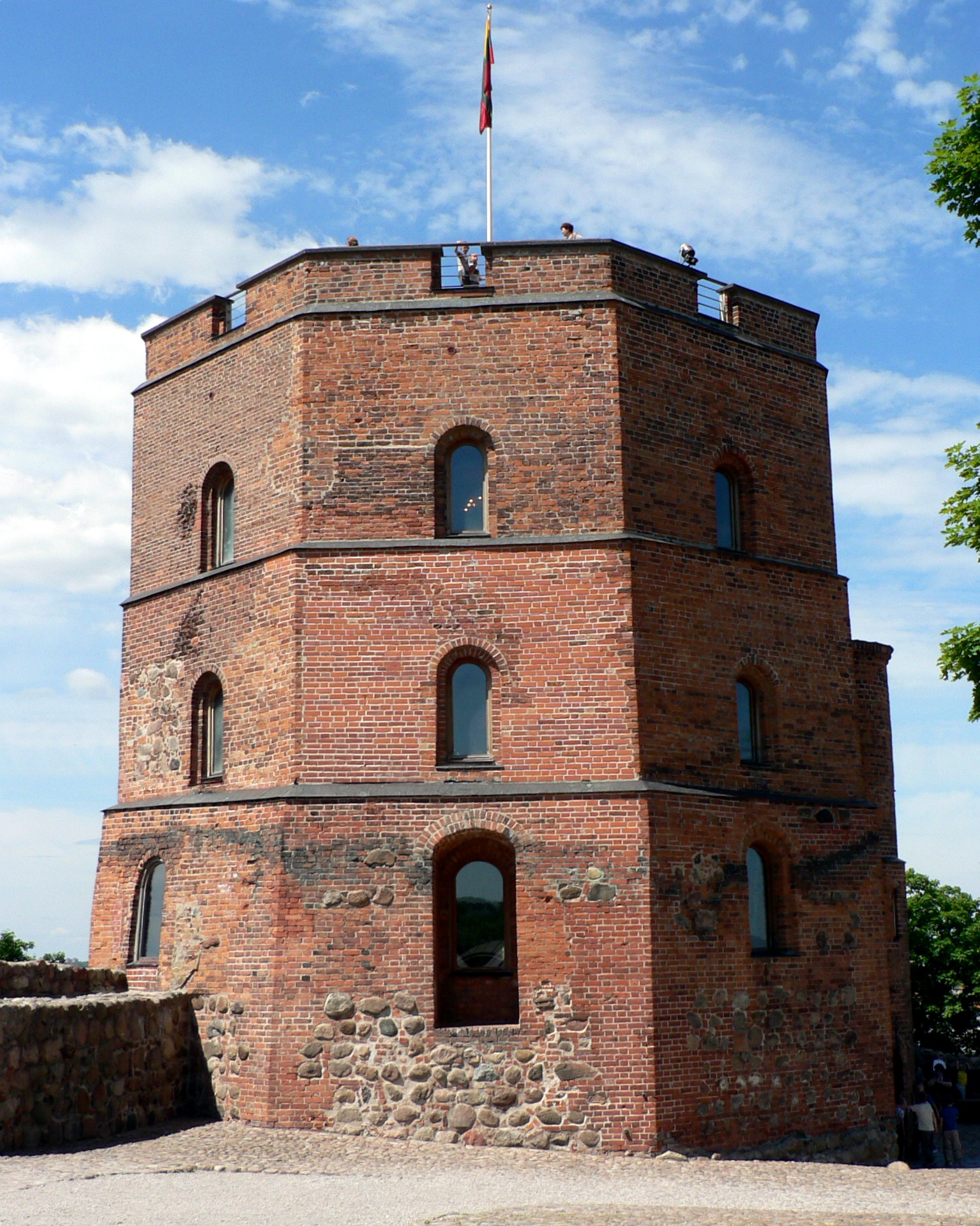
ヴィリニュス城
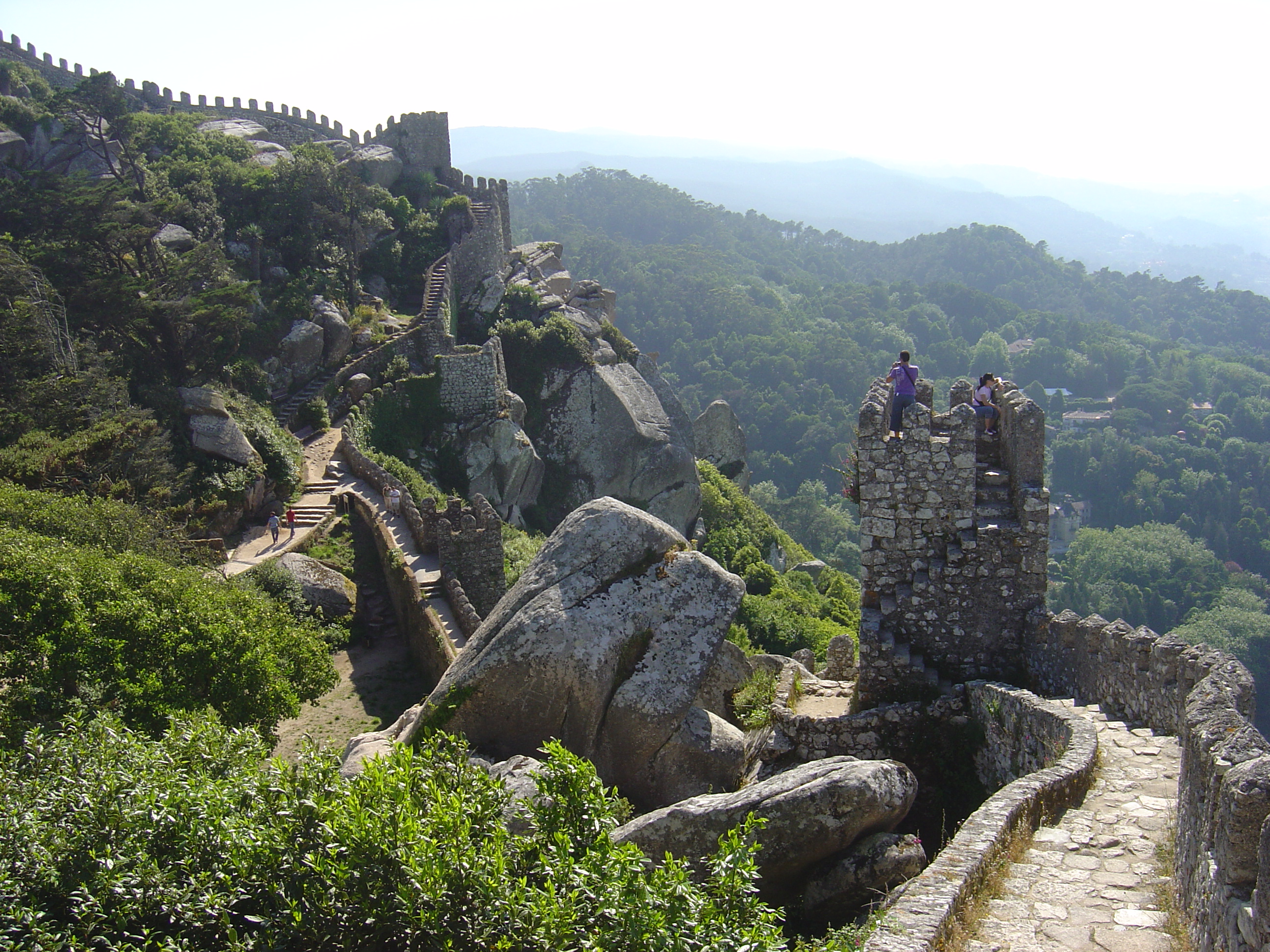
ドス・ムーロス城
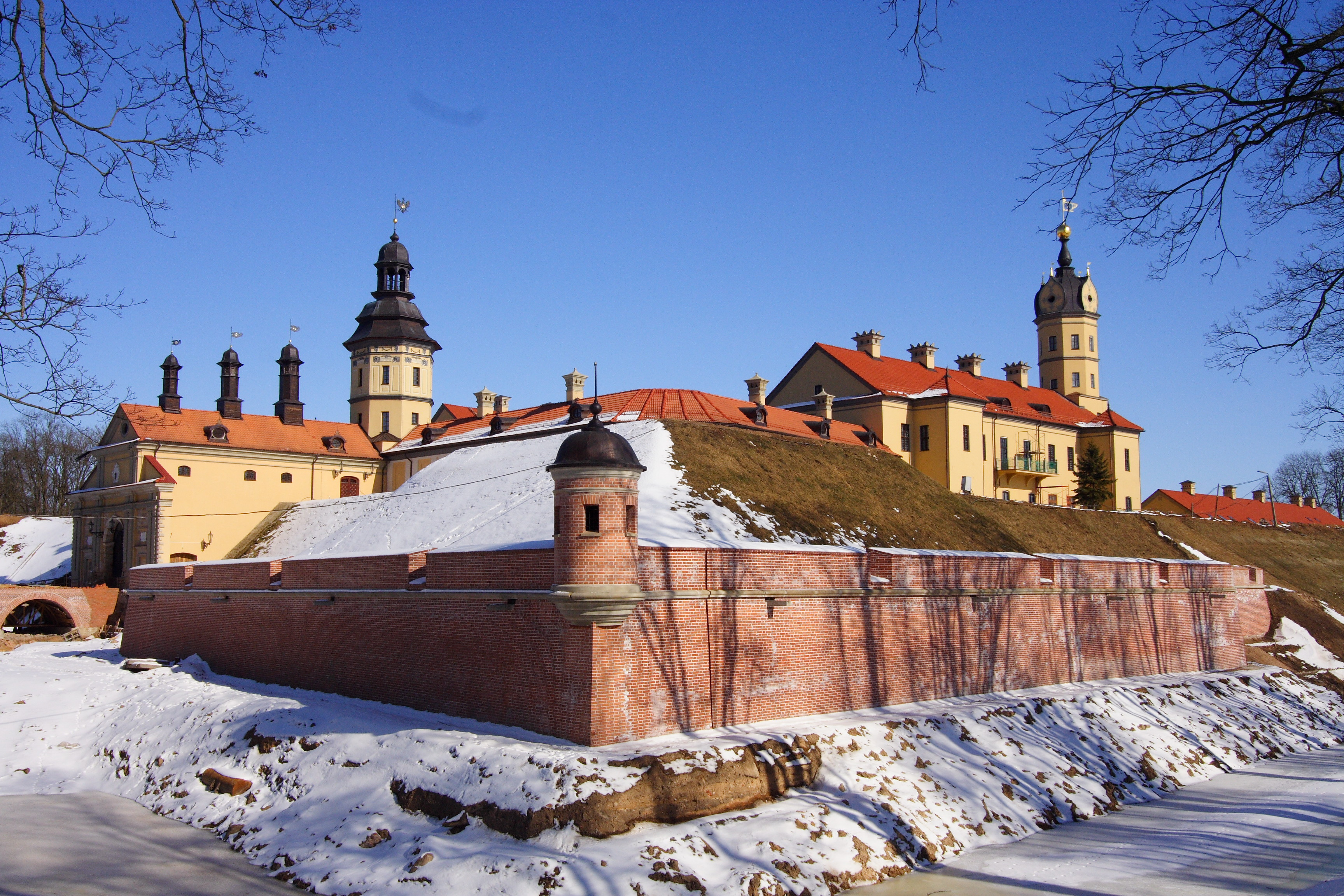
ヴィリニュス城
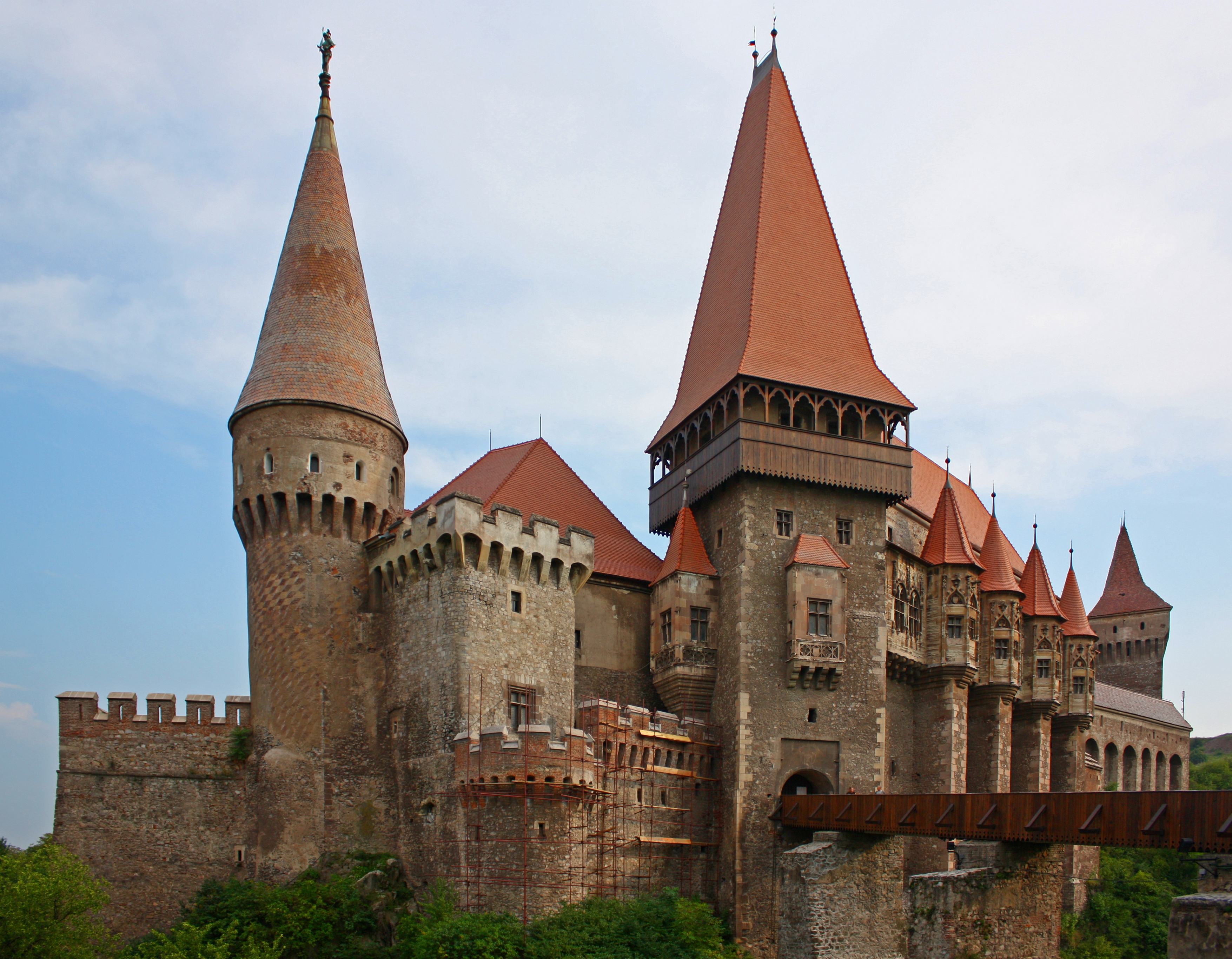
コルヴィネシティロル城
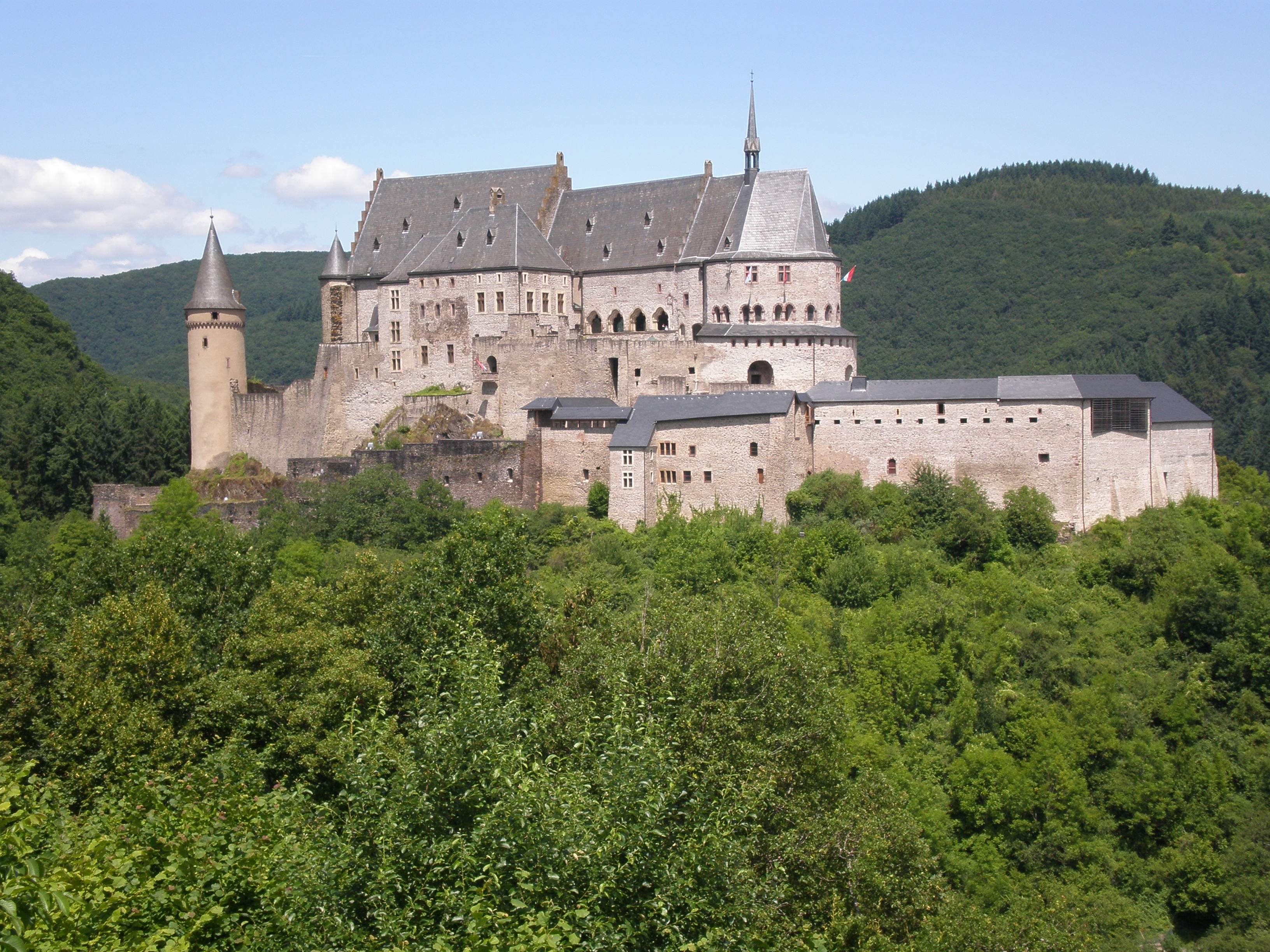
ヴィアンデン城
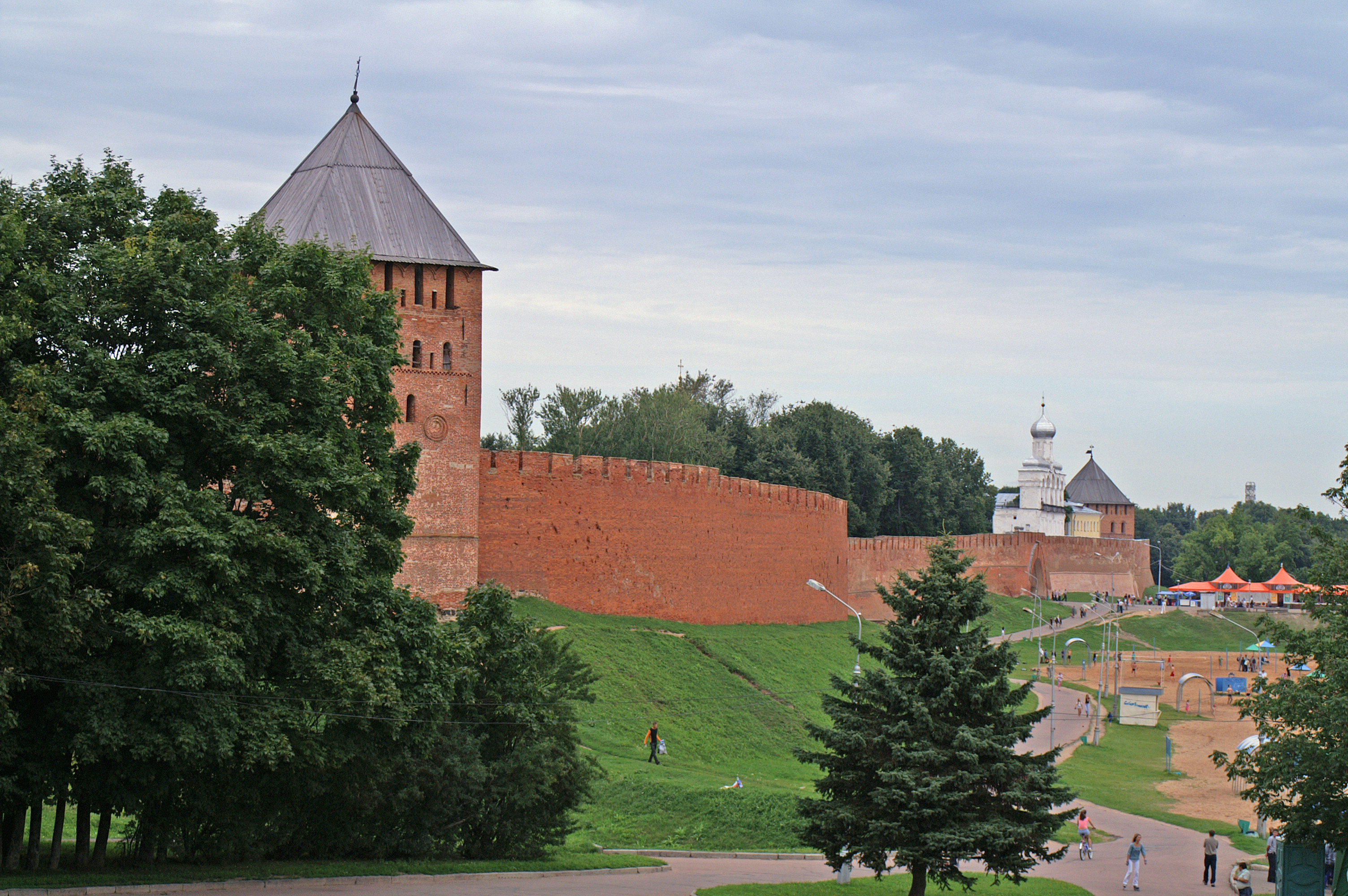
ノヴゴロドのクレムリン
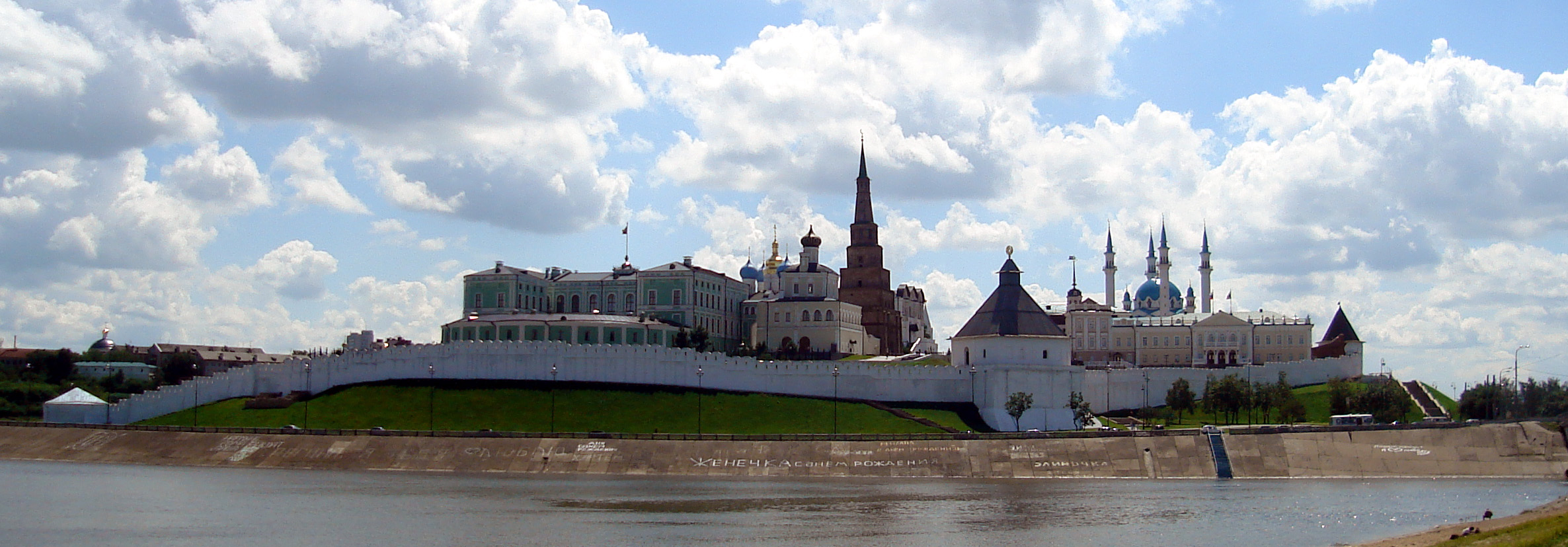
カザンのクレムリン
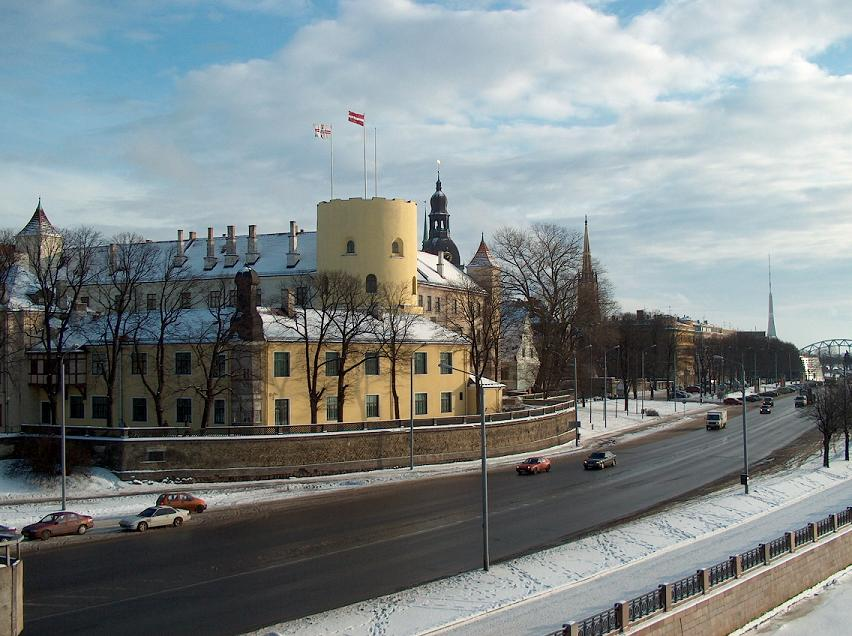
リーガ城
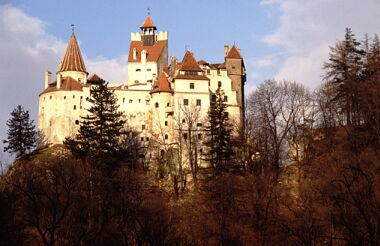
ブラン城 (南側からの眺め)